# Talsperre Saucelle
Die Talsperre Saucelle (spanisch Presa de Saucelle) ist eine Talsperre mit Wasserkraftwerk in der Gemeinde Saucelle, Provinz Salamanca, Spanien. Sie staut den Duero, der hier die Grenze zu Portugal bildet, und seinen Nebenfluss, den Río Huebra, zu einem Stausee auf. Die Talsperre dient der Stromerzeugung. Mit ihrem Bau wurde 1948 (bzw. 1950) begonnen; sie wurde 1956 fertiggestellt. Die Talsperre ist im Besitz von Iberdrola Generacion S.A. und wird auch von Iberdrola betrieben.

## Absperrbauwerk
Das Absperrbauwerk ist eine Gewichtsstaumauer aus Beton mit einer Höhe von 83 m über der Gründungssohle. Die Mauerkrone liegt auf einer Höhe von 195 m über dem Meeresspiegel. Die Länge der Mauerkrone beträgt 180 (bzw. 189) m. Das Volumen der Staumauer beträgt 233.570 m³.
Die Staumauer verfügt sowohl über einen Grundablass als auch über eine Hochwasserentlastung. Über den Grundablass können maximal 194 m³/s abgeleitet werden, über die Hochwasserentlastung maximal 12.399 (bzw. 12.940) m³/s. Das Bemessungshochwasser liegt bei 12.500 m³/s.

## Stausee
Beim normalen Stauziel von 188 (bzw. 190) m erstreckt sich der Stausee über eine Fläche von rund 5,82 (bzw. 5,89) km² und fasst 182 Mio. m³ Wasser; davon können 68 Mio. m³ für die Stromerzeugung genutzt werden.

## Kraftwerk
Die installierte Leistung des Kraftwerks beträgt mit sechs Francis-Turbinen 520 (bzw. 525) MW. Die durchschnittliche Jahreserzeugung wird mit 900 Mio. kWh angegeben. Die ersten vier Maschinen mit einer Leistung von jeweils 60 MW gingen 1956 in Betrieb (Saucelle I); die restlichen beiden mit einer Leistung von jeweils 142,5 MW wurden 1985 (bzw. 1989) in Betrieb genommen (Saucelle II).
Das Maschinenhaus von Saucelle I befindet sich ungefähr 100 m flussabwärts auf der linken Flussseite, das Maschinenhaus von Saucelle II ca. 800 m flussabwärts an der Mündung des Río Huebra in den Duero.